# Không gian con
Trong đại số tuyến tính, không gian con, không gian vectơ con hay không gian tuyến tính con là một tập hợp con của một không gian vectơ mà bản thân tập hợp con đó cũng là một không gian vectơ.

## Định nghĩa
Một tập hợp con S của một không gian vectơ V được gọi là một không gian con nếu như bản thân S cũng là một không gian vectơ với phép cộng vectơ và phép nhân vô hướng được định nghĩa trên V.

## Định lý
Một tập hợp con S của một không gian vectơ V là một không gian con nếu và chỉ nếu S đóng dưới phép cộng vectơ và phép nhân với số vô hướng.

## Ví dụ
- Một mặt phẳng đi qua điểm gốc tọa độ là một không gian con trong không gian vectơ {\displaystyle \mathbb {R} ^{3}}
- Các đa thức p(x) với bậc không lớn hơn 3 và p'(x)=0 là một không gian con trong không gian các đa thức.